# Needs

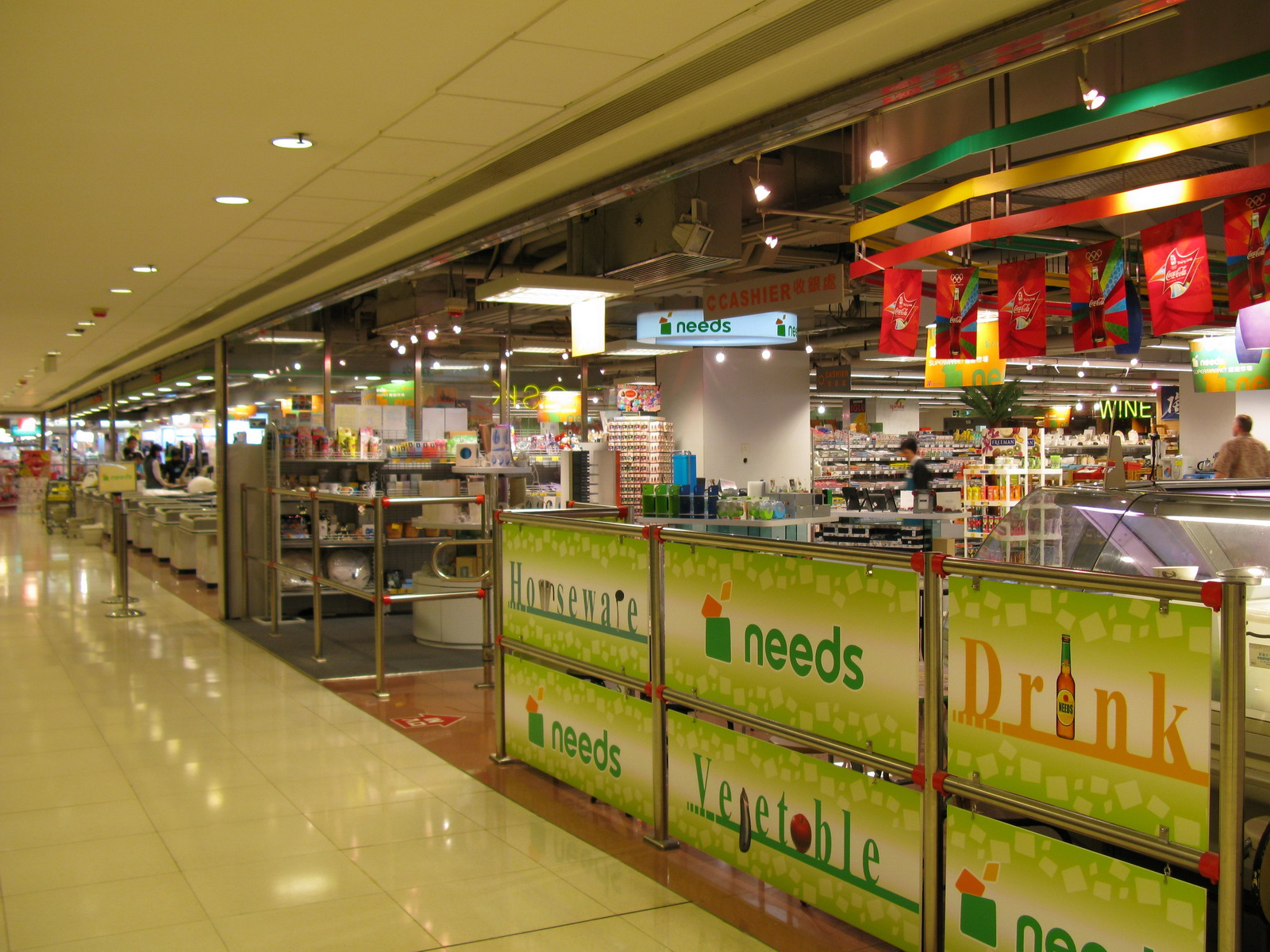
needs新世界中心店

needs是新世界百貨（港交所：825）旗下在香港設立的超級市場，主要對象是中產階級的消費者，售賣世界各地產品。曾在香港有1間分店。首間分店於1999年4月在新世界中心地庫開幕，面积约3,000平方米。
needs的分店是翻新新世界中心2樓樓面，並改成新模式經營，店內出售的產品與taste相似。
由於新世界中心進行重建，位於東翼部分的新世界百貨於2008年7月13日結業，而needs超級市場部分亦於2010年3月26日結業。

## 分店
- 九龍
  - 新世界中心2樓

## 出售產品
needs出售來自全球的產品，包括：日常生活常备的食品、生鲜、及非食品等，还有大量的进口食品、洋酒以及家居广场，是一个时尚生活与趣味性并重的综合超市。

## 競爭對手
- C!ty'super
- 惠康超級市場
- Market Place by Jasons
- ThreeSixty
- Oliver's Delicatessen
- 吉之島超級市場
- 優品360